# Rhamnus marahuacensis
Rhamnus marahuacensis är en brakvedsväxtart som beskrevs av J. Steyermark och B. Maguire. Rhamnus marahuacensis ingår i släktet getaplar, och familjen brakvedsväxter. Inga underarter finns listade i Catalogue of Life.